# 曼弗雷德·察普夫
曼弗雷德·察普夫（德語：Manfred Zapf，1946年8月24日—），德国男子足球运动员，司职后卫。他曾代表东德国奥队参加1972年夏季奥林匹克运动会足球比赛，获得一枚铜牌。